# Stratfield Mortimer

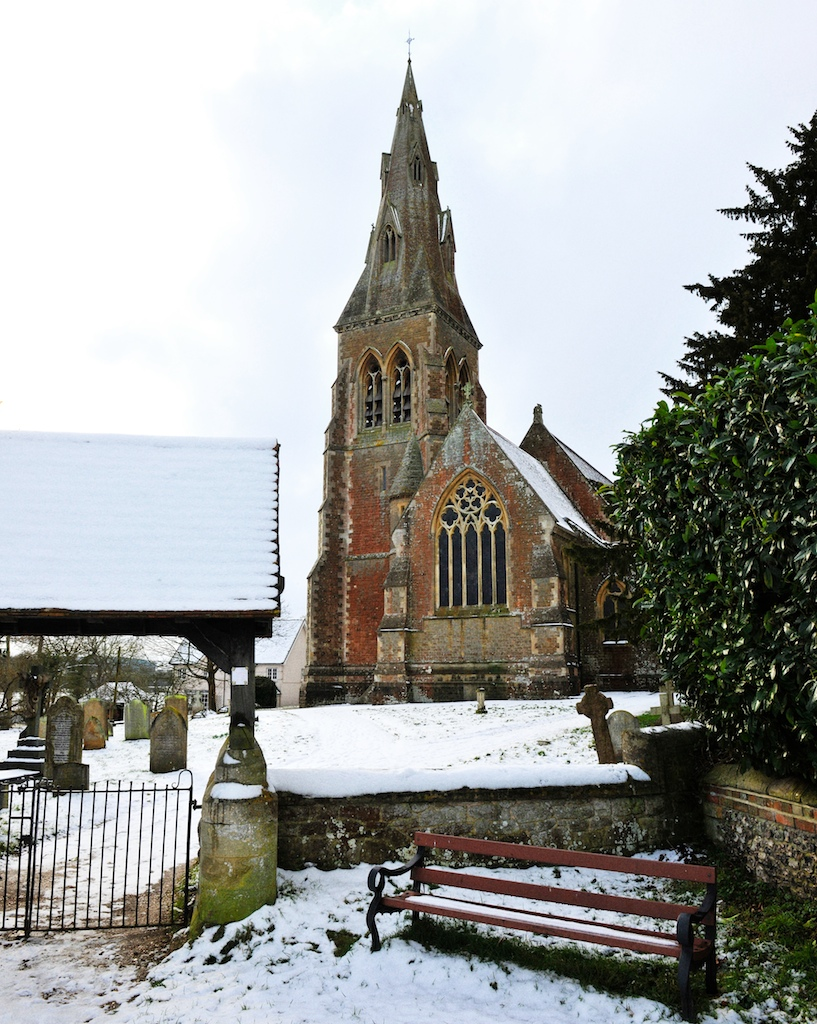
Stratfield Mortimer (Berkshire): la chiesa di Santa Maria

Stratfield Mortimer è un villaggio con status di parrocchia civile della contea del Berkshire (Inghilterra sud-orientale), facente parte del distretto del West Berkshire. La parrocchia civile conta una popolazione di circa 3.800 abitanti.

## Etimologia
La prima parte del toponimo deriva dal termine sassone Strad-Feld, ovvero "via/strada dei/sui campi", in riferimento alla cosiddetta Devil's Highway, l'antica strada romana che attraverso i campi conduceva da Londra a Silchester.
La seconda parte del toponimo deriva invece della famiglia Mortimer, proprietaria di una tenuta in loco.

## Geografia fisica

### Collocazione
Stratfield Mortimer si trova al confine con la contea dello Hampshire, a circa sei miglia a nord di Reading e a circa un miglio a nord della Devil's Highway

### Suddivisione amministrativa della parrocchia civile di Stratfield Mortimer
Villaggi
- Mortimer Common

## Storia
Nel 1086, la tenuta locale fu assegnata a Ralph of Mortimer.
Nel corso del XIV secolo, la tenuta della famiglia Mortimer, di proprietà del ribelle Roger Mortimer, primo earl di March fu confiscata da re Edoardo II.

## Monumenti e luoghi d'interesse

### Chiesa di Santa Maria
Tra gli edifici d'interesse di Stratfield Mortimer, figura la chiesa di Santa Maria, costruita nel 1869 su progetto di R. Armstrong.
La chiesa contiene al suo interno una lastra con un'antica iscrizione sassone databile intorno al XII secolo.